# ベンジャミン・ヴィクター・コーエン
ベンジャミン・ヴィクター・コーエン（Benjamin Victor Cohen、1894年9月23日(インディアナ州マンシー) – 1983年8月15日（ワシントンD.C.））は、ニュー・ディール初期からベトナム戦争末期まで官界に籍を置き、1933年から1952年に至るフランクリン・ローズヴェルト及びハリー・S・トルーマン政権内の重要人物であった。

## 人物
1919年から1921年にかけて米国のシオニズム運動のための法律顧問であり、1922年から1933年にかけてニューヨークの企業弁護士であった。
コーエンは、フランクリン・D・ルーズベルト大統領のブレイン・トラストの一員として国家情勢に初めて関与した。1933年、当時のハーヴァード大学法科大学院教授フィリックス・フランクファーターが証券法案を策定するためにコーエン、トーマス・コーコラン、及びジェームズ・M・ランディスを呼んだとき、コーエンはローズヴェルトの行政組織の一員となった。その年遅く、コーエンは鉄道関連法案の策定を命ぜられた。
ニュー・ディール期のコーエンは、主にコーコランと共に働いた。彼らは「砂金の双子 (gold dust twins) 」として知られ、『タイム』誌（1938年9月12日号）の 表紙 を飾った。
1941年、米国の第二次世界大戦参戦が近づいていた頃、彼は武器貸与計画の策定を助けた。
コーエンは、国連設立につながるダンバートン・オークス会議のためのダンバートン・オークス協定案の策定をも支援した。
教育：シカゴ大学（哲学士、1914年。法務博士、1915年）。ハーヴァード法科大学院 (法学博士、1916年)
コーエンは、著名な舞踏史家であるセルマ・ジーン・コーエンのおじであった。

## 著作
- 『国連軍縮委員会の任務に関する報告』　Report on the Work of the United Nations Disarmament Commission (1953)
- 『国連：組織の発展、成長、及び将来性』　The United Nations: Constitutional Developments, Growth, and Possibilities (Harvard University Press : 1961)

### 評伝
- Lasser, William, Benjamin V. Cohen: Architect of the New Deal (Yale University Press : 2002)

### 他の文献
- Louchheim, Katie (Ed.), The Making of the New Deal: The Insiders Speak (Harvard University Press 1983)

### 雑誌
- The Janizariat, TIME Magazine (September 12, 1938)

### その他
- Franklin and Eleanor Roosevelt Institute